# Gare du Grand Tronc (Gorham)
La gare du Grand Tronc (ou gare de Gorham) est une gare ferroviaire des États-Unis, située à Gorham dans l'État du New Hampshire.
Située sur l'ancienne ligne du Grand Tronc, elle a cessé d'être utilisée dans les années 1960. Le bâtiment voyageur, construit en 1907, est réaffecté en musée.

## Historique

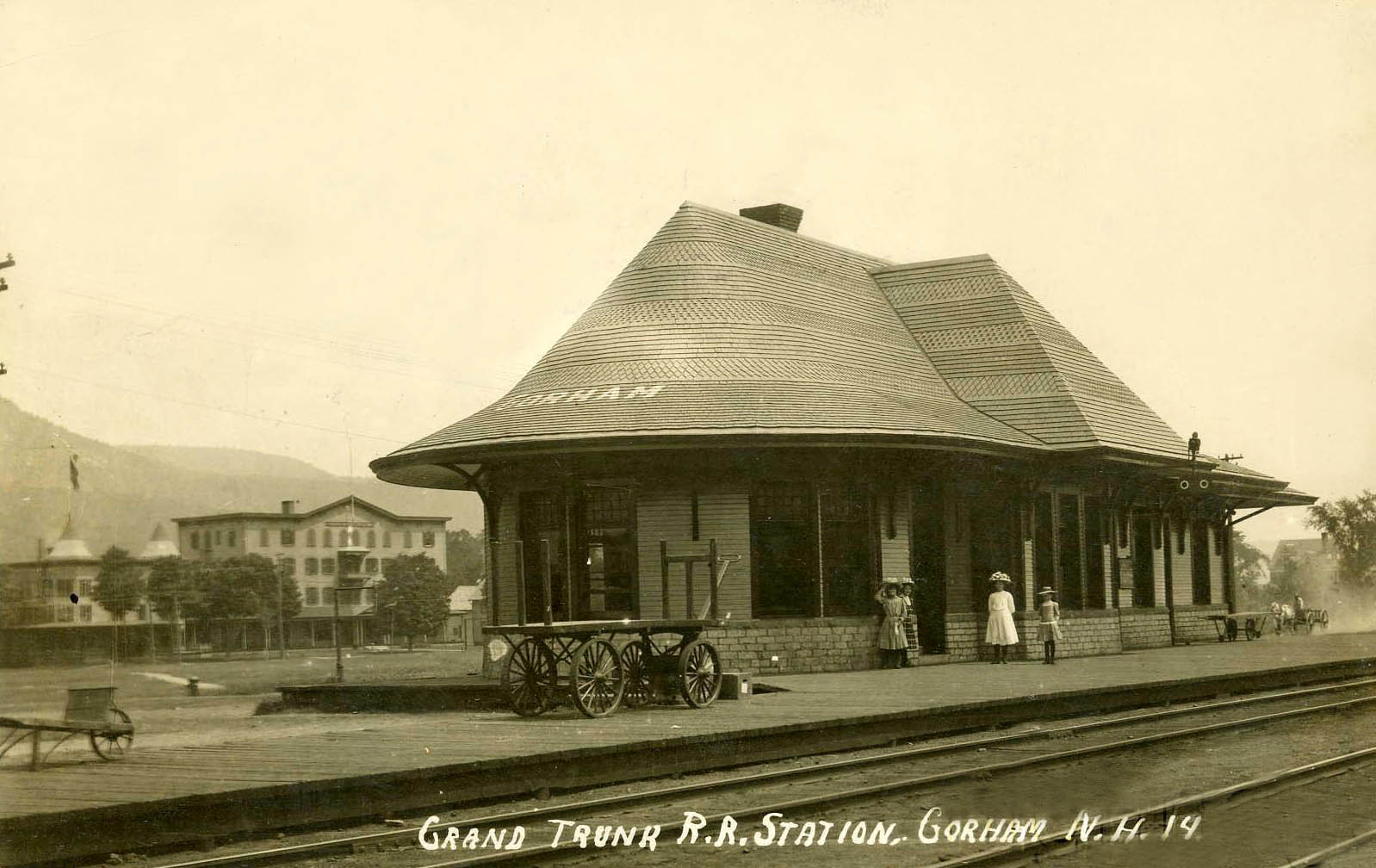
La gare au début du XXe siècle.

Le Chemin de fer Saint-Laurent & Atlantique commença la voie ferrée à Portland (Maine) le 4 juillet 1846. Il a fallu attendre 22 juillet 1851 pour que la construction permette au premier train d'entrer à Gorham (New Hampshire) avec plus de 91 km de voie ferrée. La construction reprit et Northumberland (aujourd'hui Groveton) fut atteinte le 12 juillet 1852, en passant par la gare de Berlin en cours de route. Pendant ce temps, le St. Lawrence Atlantique construit vers le sud-est de Montréal, et les deux sociétés avaient décidé le 4 août 1851 de se joindre à la ville d'Island Pond (Vermont). Le premier train régulier entre Montréal et Portland fit son voyage inaugural le 4 avril 1853. Pendant ce temps, l'administration avait négocié l'union des deux chemins de fer entre Portland et Montréal au nom du chemin de fer du Grand Tronc du Canada, dont ils ont accompli à travers un bail de 999 ans en date du 5 août 1853. Ce bail était rétroactif à partir du 1er juillet 1853, environ trois mois après l'achèvement du chemin de fer.

## Patrimoine ferroviaire
L'ancien bâtiment de la gare fermé au service ferroviaire est devenu un musée.

Musée dans l'ancien bâtiment
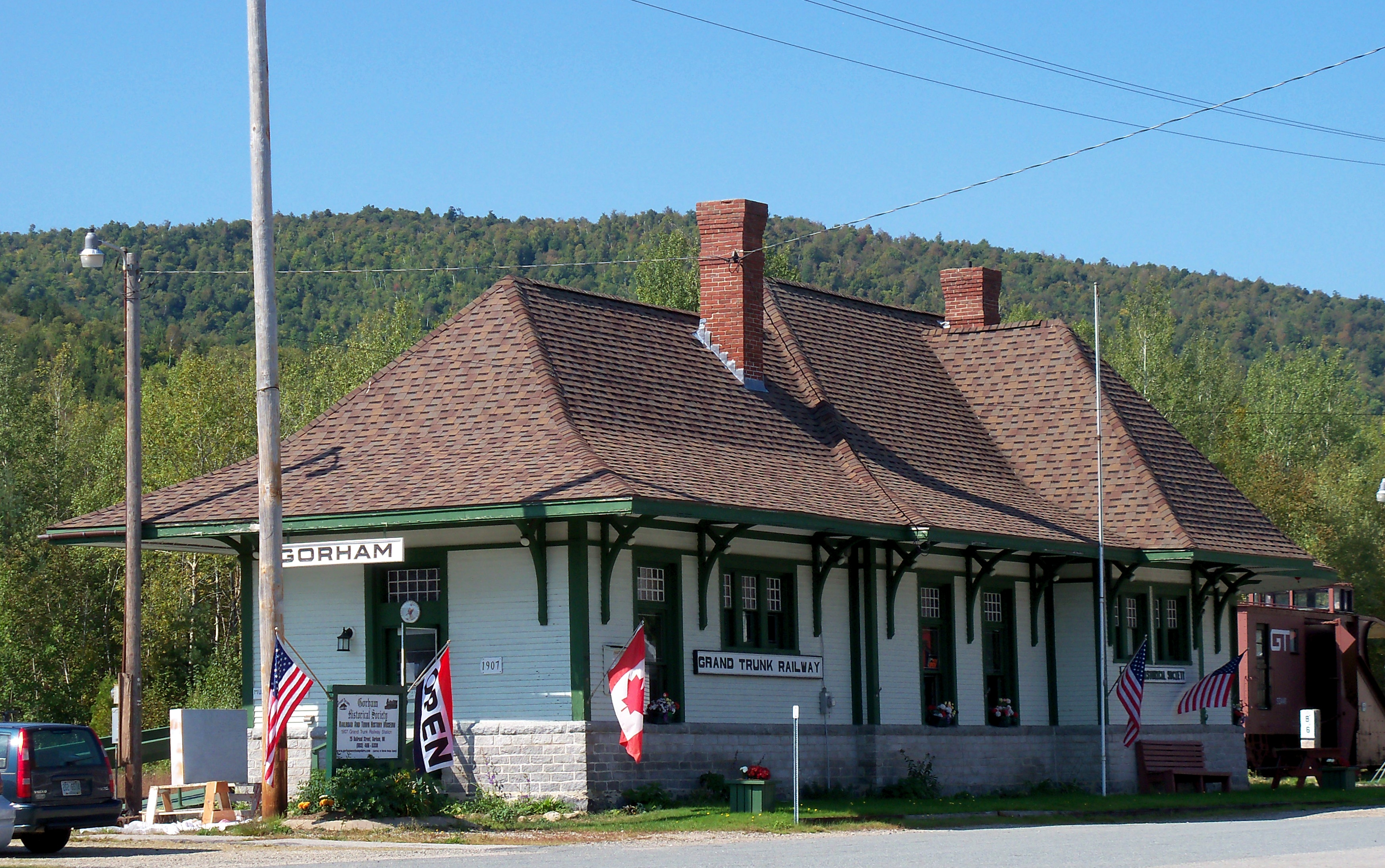
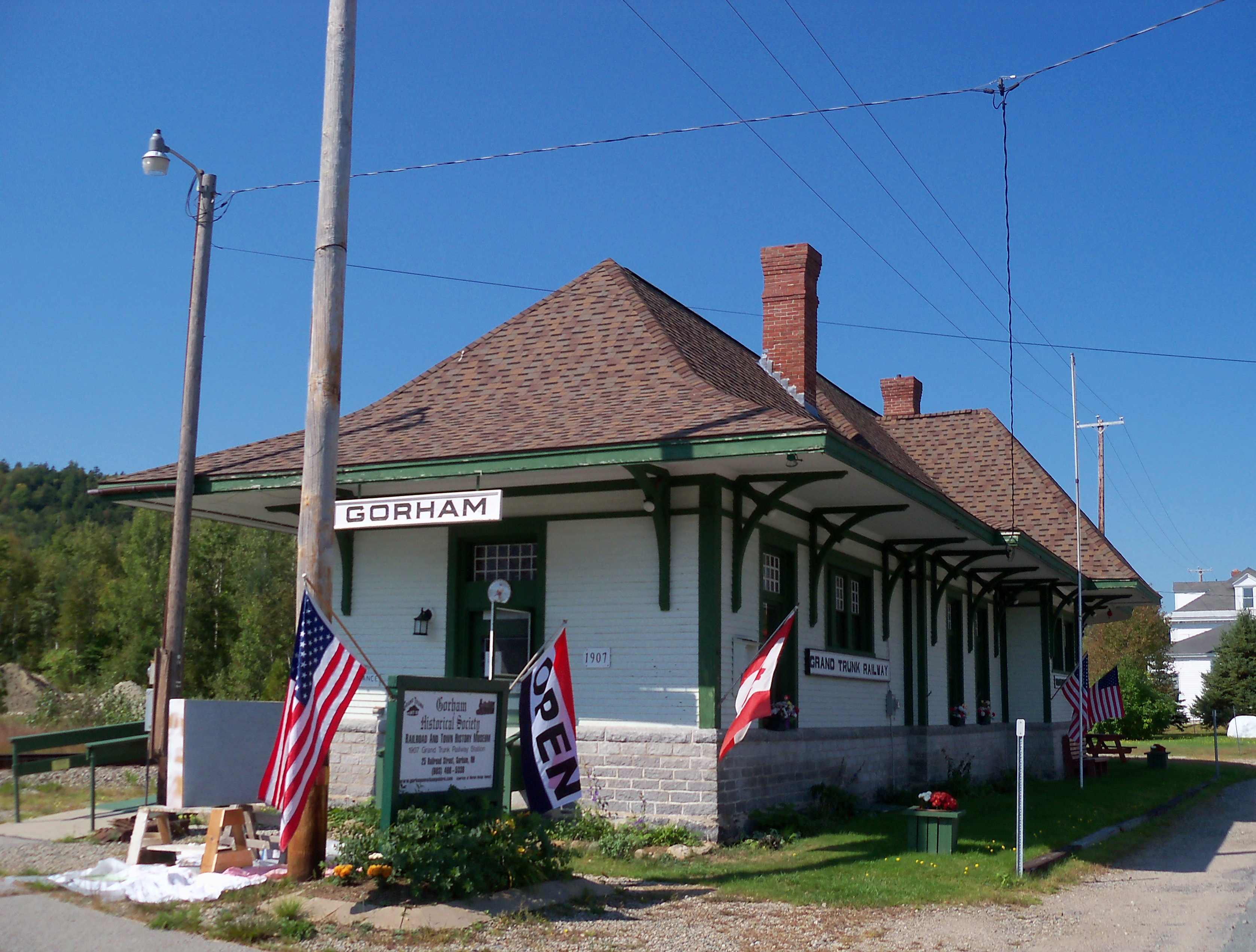
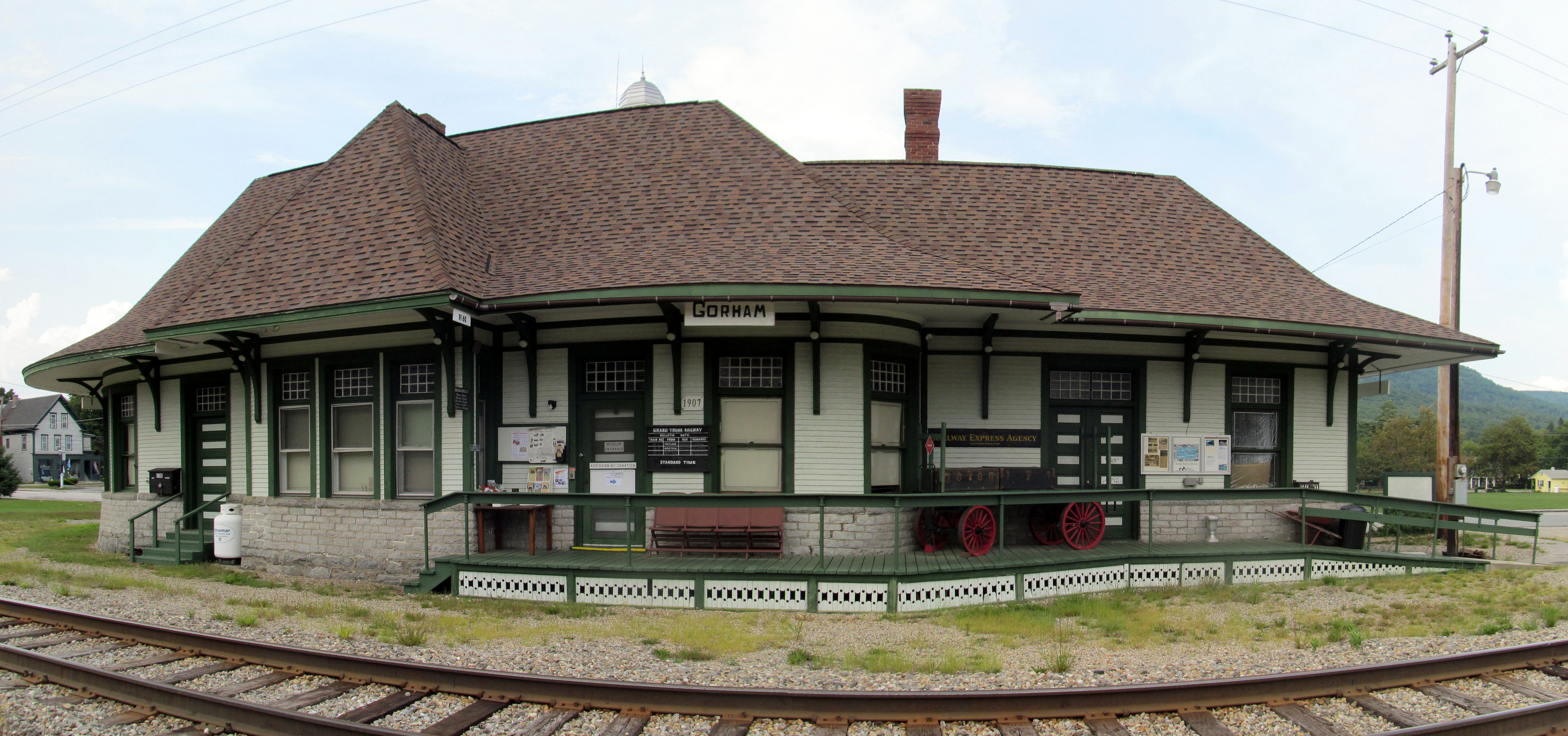